# Ircinia
Genre
Synonymes
- Dysidicinia Lendenfeld, 1889
- Euricinia Lendenfeld, 1889
- Filifera Lieberkühn, 1859
- Filifera (Hircinia) Schmidt, 1862
- Hircinella Lendenfeld, 1889
- Hircinia Nardo, 1834
- Hircinia (Dysidicinia) Lendenfeld, 1889
- Hircinia (Euricinia) Lendenfeld, 1889
- Hircinia (Hircinella) Lendenfeld, 1889
- Polytherses Duchassaing & Michelotti, 1864
- Stematumenia Bowerbank, 1845

Ircinia est un genre d'éponges de la famille Irciniidae. Les espèces de ce genre sont marines.

## Liste d'espèces
Selon World Register of Marine Species (17 août 2016) :
- Ircinia akaroa Cook & Bergquist, 1999
- Ircinia anomala (Dendy, 1905)
- Ircinia arbuscula (Hyatt, 1877)
- Ircinia aruensis (Hentschel, 1912)
- Ircinia arundinacea (Carter, 1880)
- Ircinia atrovirens (Keller, 1889)
- Ircinia aucklandensis Cook & Bergquist, 1999
- Ircinia cactiformis (Rao, 1941)
- Ircinia cactus (Lendenfeld, 1889)
- Ircinia caliculata (Lendenfeld, 1888)
- Ircinia campana (Lamarck, 1814)
- Ircinia chevreuxi (Topsent, 1894)
- Ircinia clavata (Thiele, 1905)
- Ircinia collectrix (Poléjaeff, 1884)
- Ircinia condensa (Topsent, 1894)
- Ircinia conulosa (Ridley, 1884)
- Ircinia cuspidata (Wilson, 1902)
- Ircinia cylindracea Vacelet, Vasseur & Lévi, 1976
- Ircinia dendroides (Polejaeff, 1884)
- Ircinia dendroides (Schmidt, 1862)
- Ircinia dickinsoni (de Laubenfels, 1936)
- Ircinia digitata (Topsent, 1894)
- Ircinia echinata (Keller, 1889)
- Ircinia ectofibrosa (George & Wilson, 1919)
- Ircinia favosa (Lieberkühn, 1859)
- Ircinia felix (Duchassaing & Michelotti, 1864)
- Ircinia filamentosa (Lamarck, 1814)
- Ircinia fistulosa Cook & Bergquist, 1999
- Ircinia flagelliformis (Carter, 1886)
- Ircinia formosana Shen, Lo, Lin, Khalil, Kuo & Shih, 2006
- Ircinia friabilis (Polejaeff, 1884)
- Ircinia fusca (Carter, 1880)
- Ircinia hummelincki van Soest, 1978
- Ircinia intertexta (Hyatt, 1877)
- Ircinia irregularis (Poléjaeff, 1884)
- Ircinia lendenfeldi de Laubenfels, 1948
- Ircinia marginalis (Duchassaing & Michelotti, 1864)
- Ircinia microconulosa Pulitzer-Finali, 1982
- Ircinia mutans (Wilson, 1925)
- Ircinia novaezealandiae Bergquist, 1961
- Ircinia oligoceras (Poléjaeff, 1884)
- Ircinia oros (Schmidt, 1864)
- Ircinia pauciarenaria Boury-Esnault, 1973
- Ircinia paucifilamentosa Vacelet, 1961
- Ircinia paupera (Thiele, 1905)
- Ircinia pellita (Rao, 1941)
- Ircinia pilosa Pulitzer-Finali, 1982
- Ircinia pinna (Hentschel, 1912)
- Ircinia procumbens (Poléjaeff, 1884)
- Ircinia ramodigitata (Burton, 1934)
- Ircinia ramosa (Keller, 1889)
- Ircinia rectilinea (Hyatt, 1877)
- Ircinia repens Sandes & Pinheiro, 2014
- Ircinia reteplana (Topsent, 1923)
- Ircinia retidermata Pulitzer-Finali & Pronzato, 1981
- Ircinia rubra (Lendenfeld, 1889)
- Ircinia schulzei (Dendy, 1905)
- Ircinia selaginea (Lamarck, 1814)
- Ircinia sergipana Sandes & Pinheiro, 2014
- Ircinia solida (Carter, 1885)
- Ircinia solida (Esper, 1794)
- Ircinia spiculosa (Hentschel, 1912)
- Ircinia stipitata (Topsent, 1894)
- Ircinia strobilina (Lamarck, 1816)
- Ircinia subaspera Cook & Bergquist, 1999
- Ircinia tintinnabula (Duchassaing & Michelotti, 1864)
- Ircinia tristis (Duchassaing & Michelotti, 1864)
- Ircinia truncata (Topsent, 1894)
- Ircinia tuberosa (Dendy, 1905)
- Ircinia turrita Cook & Bergquist, 1999
- Ircinia undulans Cook & Bergquist, 1999
- Ircinia vallata (Dendy, 1887)
- Ircinia variabilis (Schmidt, 1862)
- Ircinia vestibulata (Szymanski, 1904)
- Ircinia wistarii Wilkinson, 1978

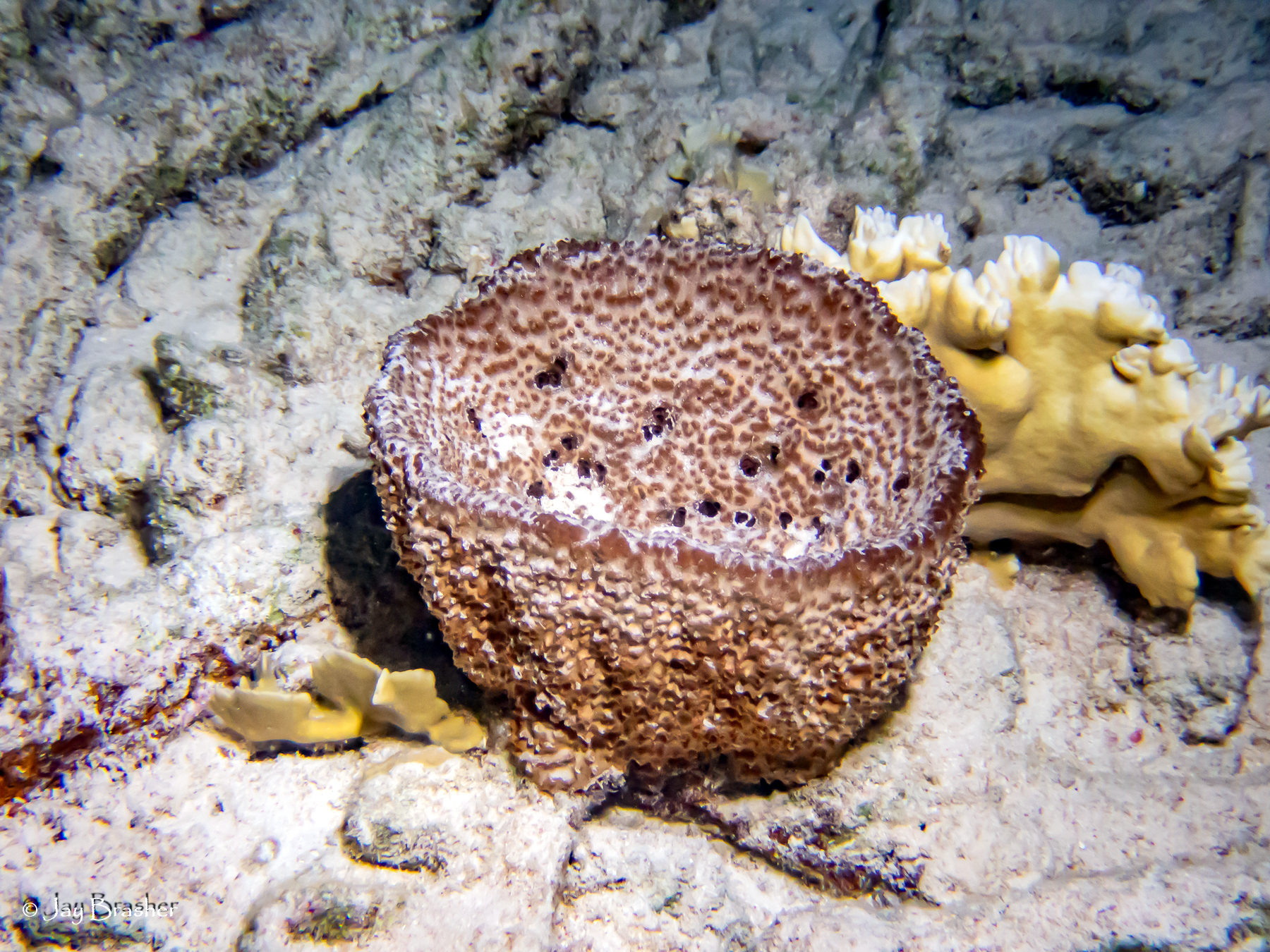
Ircinia campana
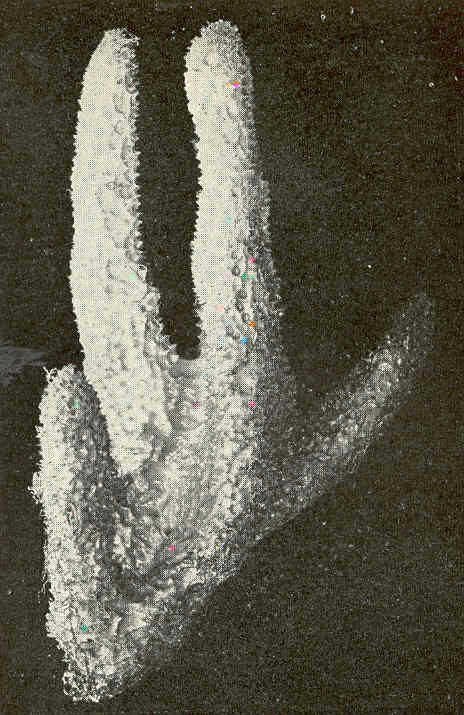
Ircinia ectofibrosa
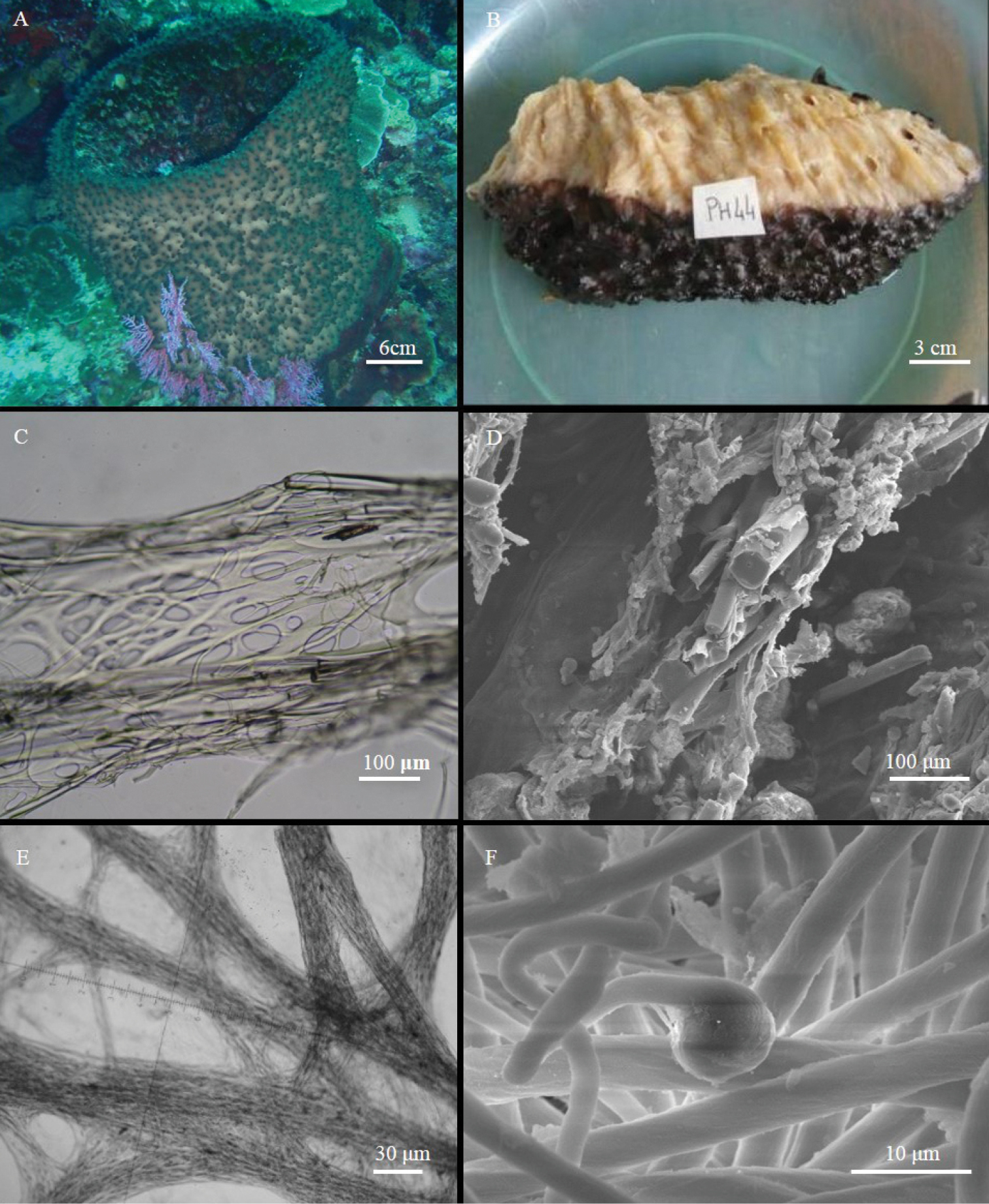
Ircinia colossa
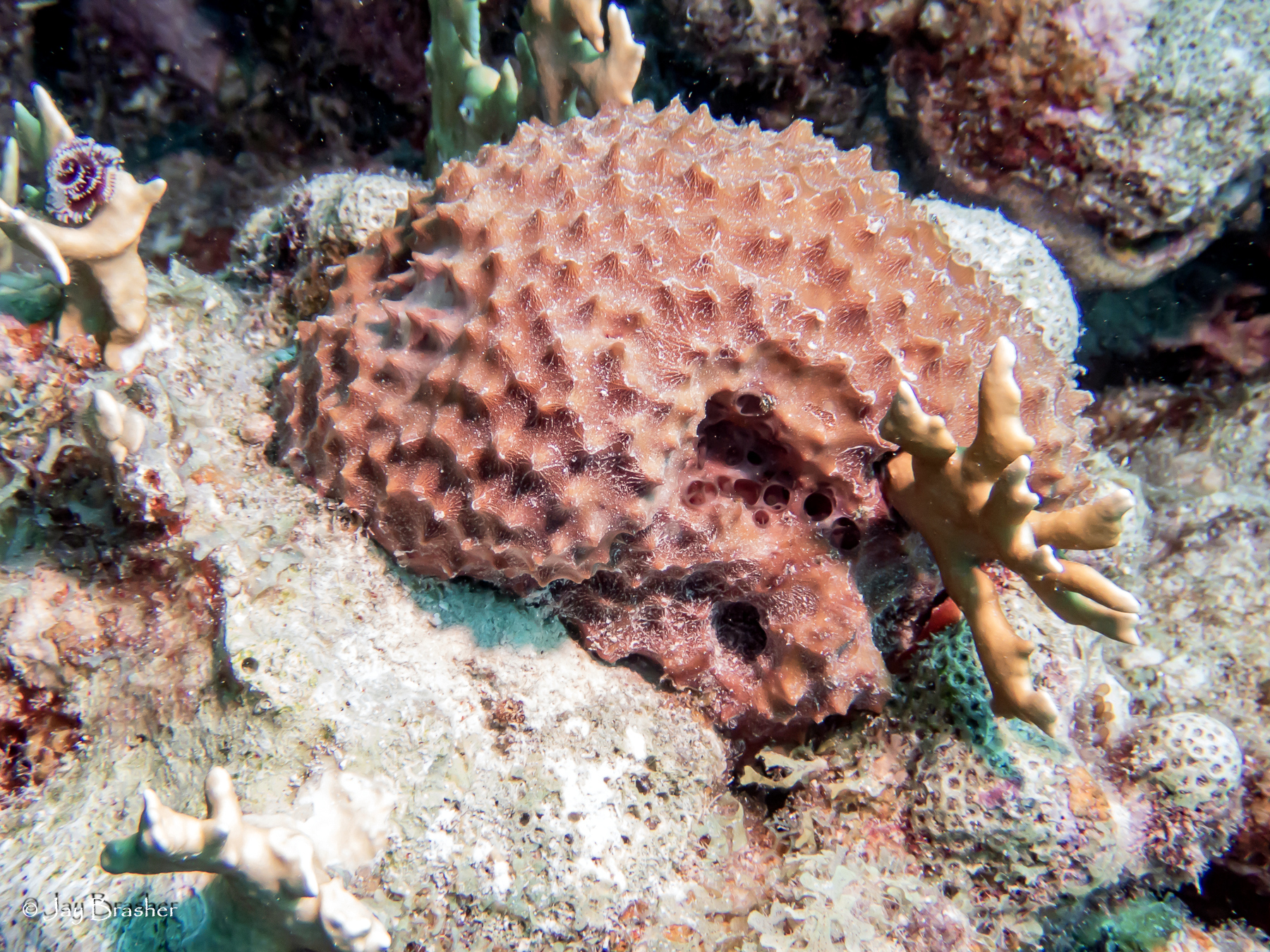
Ircinia felix
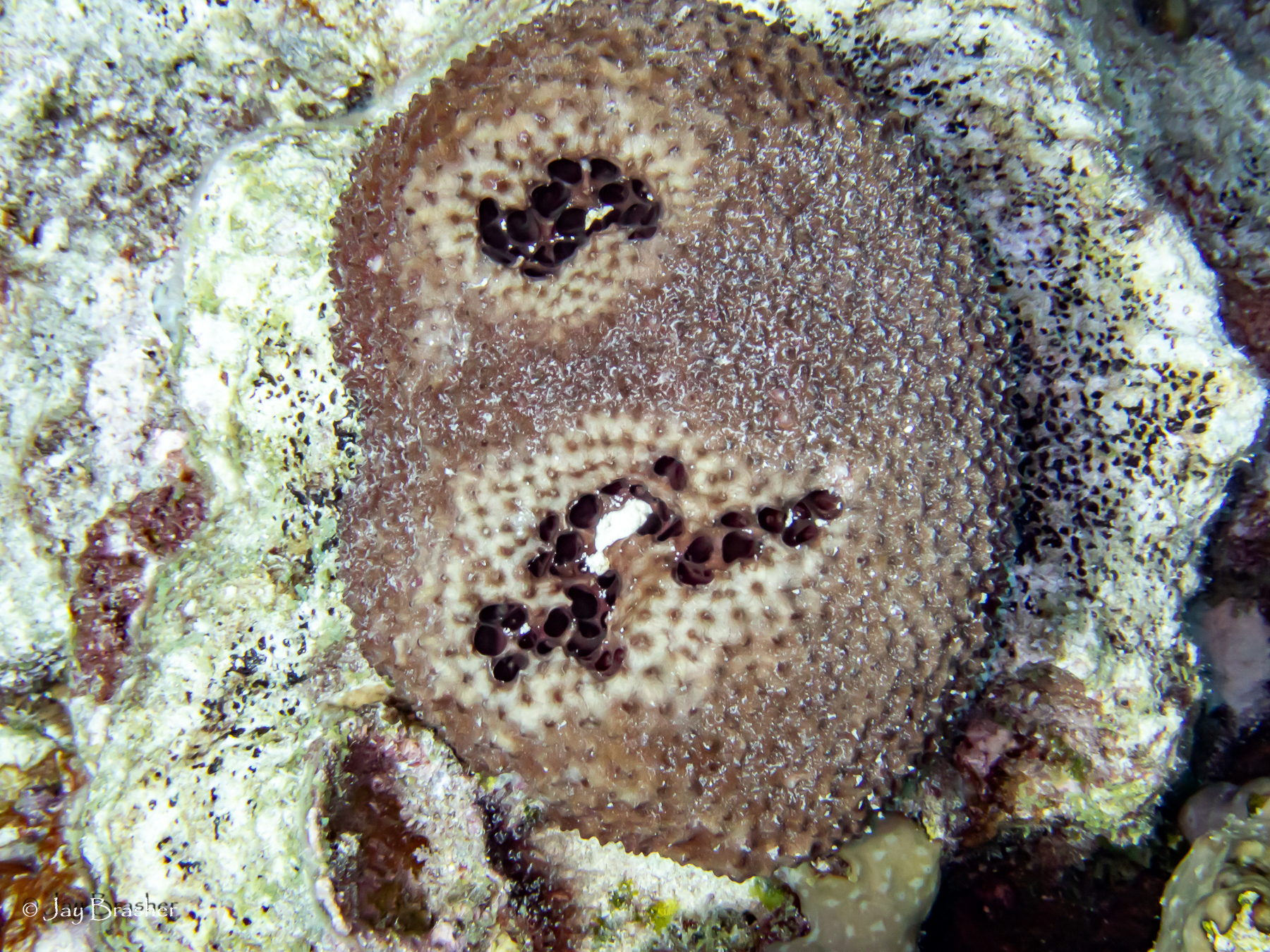
Ircinia strobilina